# 세도 조응록 영정 이모본
세도 조응록 영정 이모본은 충청남도 부여군 세도면에 있다. 2014년 2월 5일 부여군의 향토문화유산 제122-2호로 지정되었다.